# تري جيلدر
تري جيلدر (بالإنجليزية: Trey Gilder)‏ مواليد 24 يناير 1985 في دالاس، هو لاعب كرة سلة أمريكي. بدأ مسيرته الاحترافية في سنة 2008. يلعب في الدوري الفنزويلي لكرة السلة. يحمل الرقم 2. يبلغ طوله 6 قدم 9 بوصة (2.1 م).

## المسيرة الاحترافية
لعب مع ميمفيس غريزليس في سنة 2009، ثم لعب مع مين ريد كلوز في موسم 2009–2010، ثم لعب مع كانتون شارج في سنة 2010، ثم لعب مع نادي زغرب لكرة السلة في سنة 2010، ثم لعب مع تروتاموندوس دي كارابوبو في سنة 2012.

## روابط خارجية
- تري جيلدر على موقع إن بي أي (الإنجليزية)
- تري جيلدر على موقع سبورتس رفرنس (الإنجليزية)
- تري جيلدر على موقع كرة السلة الأوروبية.كوم (الإنجليزية)
- تري جيلدر على موقع كلية كرة السلة في سبورتس رفرنس.كوم (الإنجليزية)
- تري جيلدر على موقع ريلجم (الإنجليزية)
- تري جيلدر على موقع بروبوليرز (الإنجليزية)
- تري جيلدر على موقع سبورتس رفرنس (الإنجليزية)